# Tairua Harbour
Tairua Harbour ist ein Naturhafen der Coromandel Peninsula auf der Nordinsel von Neuseeland.

## Geographie
Der Tairua Harbour befindet sich an der Ostküste der Coromandel Peninsula mit Zugang zum Pazifischen Ozean. Die beiden Orte Tairua und Pauanui liegen direkt am rund 117 m breiten Zugang zum Naturhafen, der eine Länge von rund 5,4 km aufweist und an seiner breitesten Stelle 1,2 km misst. Die Küstenlinie des länglichen Gewässers erstreckt sich über rund 16 km. Zu erreichen ist der Naturhafen, der administrativ zum Thames-Coromandel District und zur Region Waikato gehört, über den New Zealand State Highway 25, der am Westufer vorbeiführt.
Direkt an der nördlichen Seite des Hafeneingangs befinden sich mit dem Mount Paku Reste eines alten Vulkankegels. Die 179 m hohe Spitze des Berges lässt einen weiten Blick über den Naturhafen und den angrenzenden Bergen zu.

## Neubaugebiet mit Kanälen
Im Westlichen Teil des Ortes Pauanui ist ein Neubaugebiet mit Kanälen entstanden, wo jedes Haus über einen eigenen Bootsanleger verfügt. Die Kanäle sind über einen Zugang direkt mit dem Tairua Harbour verbunden und haben somit Zugang zum schiffbaren Bereich des Hafens und zum Pazifischen Ozean.